# میشل موتو
میشل موتو (فرانسوی: Michèle Mouton‎؛ زادهٔ ۲۳ ژوئن ۱۹۵۱) راننده رالی اهل فرانسه است.
وی در تیم‌های فیات اتومبیلز، آئودی اسپرت گ‌ام‌ب‌ها، پژو اسپورت عضویت داشته‌است.